# 綠蔓蛇
綠蔓蛇，又名藤蔓蛇，是蛇亞目游蛇科蔓蛇屬下的一種無毒蛇類，屬樹棲性蛇類，主要分布於中美洲、南美洲北部與及印度。

## 特徵
綠蔓蛇身型十分苗條，身體大概只有2公分幼，體長可達1.5至2公尺。尾部較長及幼小，但卻有足夠力量讓綠蔓蛇在獵食時將身體後端纏在樹的枝幹上。綠蔓蛇的頭部非常尖銳，嘴部可以張得很大，從吻部前端至兩邊嘴角的長度，跟整個頭部的長度相若。舌頭長，呈青色。

## 捕食習性
綠蔓蛇獵食時會先駐守在樹上，居高臨下監察附近一帶的地面。當發現鼠類、蜥蜴或樹上的鳥巢時，綠蔓蛇便會跟蹤獵物，並仔細以舌頭遠距探測其氣味。進行捕獵時，牠會看準時機施襲，咬著獵物的頭頸，並將獵物拖拉一段距離。綠蔓蛇有一雙溝牙，長在口腔較後的位置，可以向獵物的傷口注射微量毒素，令獵物漸漸因中毒而失去抵抗能力。然後綠蔓蛇便會迅速將獵物吞食，再找一株樹木的高處休息，讓身體消化食物。在眾多獵物之中，綠蔓蛇比較喜歡獵食蜥蜴。

## 圖片演示

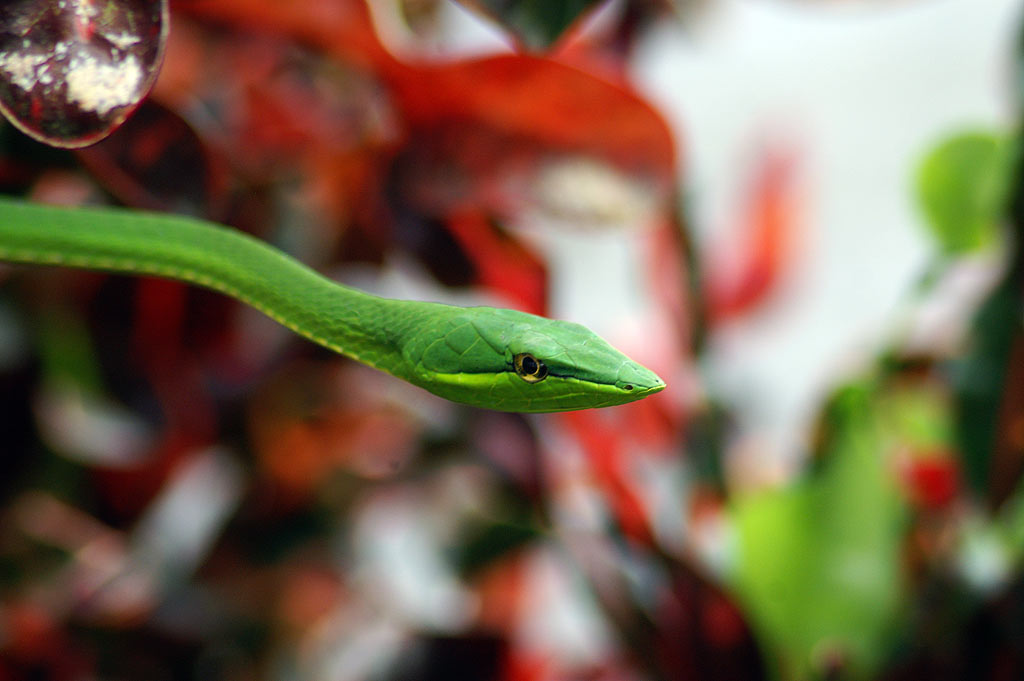
在哥斯達黎加多爾督雷諾國家公園的綠蔓蛇
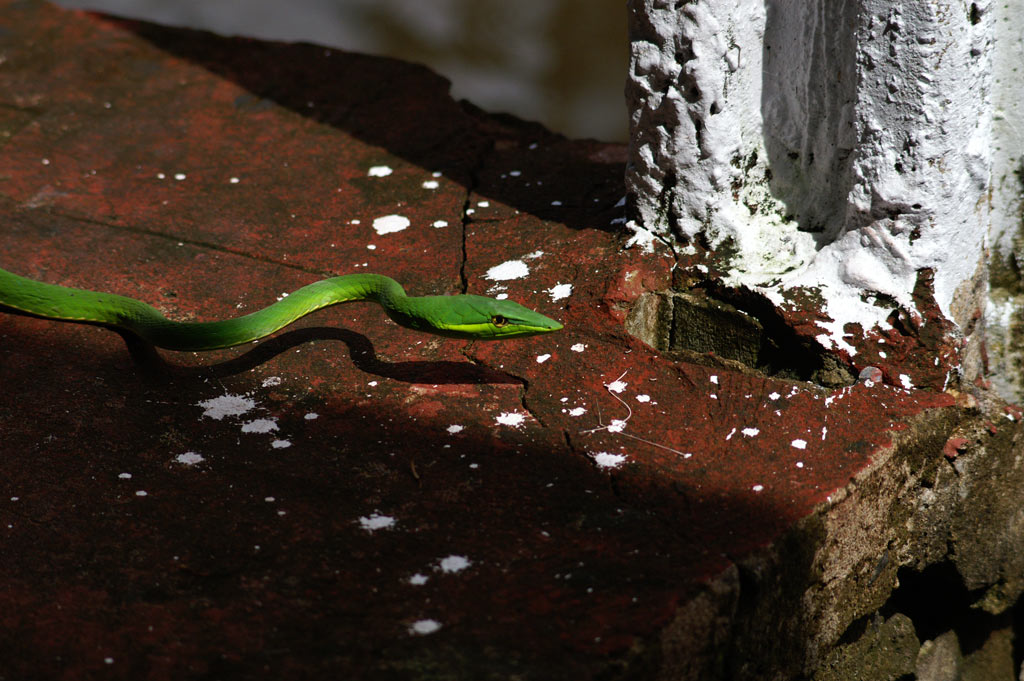
在哥斯達黎加多爾督雷諾國家公園的綠蔓蛇
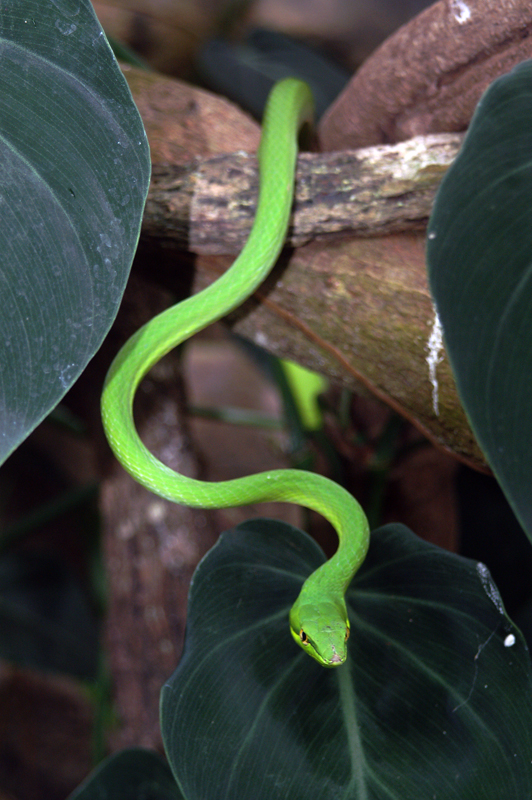
在哥斯達黎加卡維塔的綠蔓蛇
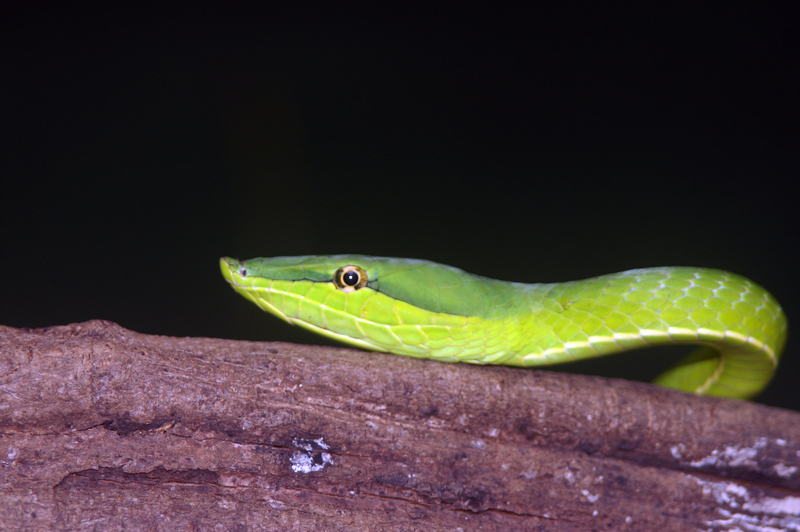
綠蔓蛇

## 備註
- （英文）Honduras Silvestre.com 爬蟲類與哺乳動物的查詢服務 （页面存档备份，存于）
- （英文）ITIS：綠蔓蛇 （页面存档备份，存于）